# 幻想玩偶
《幻想玩偶》，是2013年7月開始播放的日本電視動畫。台灣於2014年8月27日推出同款手機遊戲。不過由於銷量慘淡，因此該手機遊戲已於2015年6月起停止營運（日版6月1日停運，台版為6月7日）並全面下架。

## 概要
動畫製作方面則交給了Amber Film Works，他們曾與JCSTAFF、GONZO等動畫公司合作製作過幾部動畫，單獨製作動畫還是第一次，本作便是首次原創的動畫作品。由2013年7月至10月起，在MBS電視、TOKYO MX、日本BS廣播、AT-X、NICONICO動畫均有播放。這是一個跨媒體合作的作品，相關項目包括小說、漫畫、電腦遊戲等等的製作。
在電視動畫片的播出之前，『Newtype Ace』（角川書店）2013年從Vol.13起人物原案中Anmi作畫（協作：遠野明里），同時開始在漫畫中連載。同年9月2日開始，智能手機的應用程式的正式運用亦開始運作。

## 故事簡介
|  | 我們是幻想玩偶，能實現女孩子們的願望。 |

那是一班少女們希望實現的原動力。
就讀於私立聖悠學館中學部的中學生鵜野渦芽，偶然入手名為「幻想玩偶」的卡牌，從中召喚出五位少女玩偶，並成為她們的主人，自此肩負起拯救世界的責任，展開戰鬥。

## 登場人物

### 卡片遊戲部
隊名為「假面舞會☽咖哩☆高高興興」（マスカレード☽カレー☆ウキウキ）。
鵜野渦芽（Uno Uzume，配音員：大橋彩香）
本作的主角。有著橘棕色的短髮作標記，前陰的垂鬢編起小辮。
生日為12月24日（摩羯座）。私立聖悠學館中學部的二年級生（2年A班）。
過去曾在卡片大賽，以卡牌巴特勒取得冠軍，大約是這個原因得到「特納塞的白色閃電」的稱號。即使小學時候，也毫不遜色於中學生對手的技能而驕傲。現在卻少玩卡牌遊戲。惊栗苦手，即使在zx卡牌對戰使用那種屬性的卡片也害怕起來。
某一天，她在乘電車上學的途中，被某人塞進一疊卡牌裝置。隨後因受到小鏡的攻擊為契機，與玩偶簽下了契約，成為了「幻想玩偶」的主人，多次地被玩偶她們指出她的特異性。
有著不會明確向別人表示拒絕的弱氣性格。曾經被莎莎羅指責她不確切地說出來，身邊周遭的人不會知道自己的真正想法而間接勉強了自己。不過在自我反省後就改變了原本的態度。
渦芽的玩偶：
以前在謎一樣的研究施設中生活，其後每個裝置都落入渦芽的手中。5人的前主人都是小町，把她們交給渦芽的原因是希望讓每一個玩偶成長從而讓自己的玩偶「十四行詩」（ソネット）復活。在渦芽還未熟落的時候，稱她為「笨拙主人」（へっぽこマスター），後來罕見地玩偶都以朋友的身份陪伴主人。霸王花公子為了讓深化她們的羈絆，第7集獲得了加農炮型的協作技能「協力加農」（協力カノン）。
莎莎羅（Sasara，配音員：津田美波）
設定生日為10月10日（天秤座），設定年齡為16歲。有著金色的長髮馬尾的少女。
第一個在渦芽面前出現的幻想玩偶。好奇心相當旺盛的領袖型玩偶。
萬能型的劍擊戰士，弱點是鐵鎚。不會游泳。
十分嘴饞。討厭的東西是被背叛與說謊。這是因為之前受到前主人遺棄的關係。
因為當初與主人渦芽未熟落，而對她採取反抗的態度。初次見面時以裝哭與自身的經歷博取渦芽的同情，並且借助她的手進行戰鬥。後來，經過互相了解，覺得渦芽十分重視玩偶，所以慢慢建立起信賴的關係。
最後，原來的主人小町出現，進而取回原先的記憶。就在因擁有權的話題而引起糾紛之際，因為被渦芽的晦氣說話所傷害，而主動提出不採用通知的申請。後來看似再次成為了小町的玩偶，實際上主人的權限並無轉移，在確認渦芽的決心再次返回她的身邊。
卡佳（Katya，配音員：德井青空）
設定生日為03月3日（雙魚座）。有著藍色的雙卷髮的少女。
精神、任性的小公主系玩偶。對霸王花公子的可疑台詞看得出神，在外觀上相當孩子氣。
戰鬥時會掉出圍巾上的裝飾花炮作為武器，穿著的鞋子會長出翅膀能使她自由飛翔。另外，戰鬥使用的服裝掛著眼鏡。當發動附帶能力「無自覺的幸運」，在本人沒有自覺的情況下為自己帶來幸運。
幫渦芽打工賺零用錢時偶然遇見美子，並和美子成為好朋友。
締兒（Shimeji，配音員：赤崎千夏）
設定生日為04月6日（白羊座）。粉紅色的長髮上別著花型髮夾的少女。
擅長料理與和菓子製作的妹妹系玩偶。繪畫不太熟練卻有著豐富的想像力。是渦芽個人標記的設計人。喜歡打扮。
採用的戰鬥方式是徒手格鬥。雖然戰鬥從簡，但發火時會被稱為「暴走的締兒」，並爆發出高階的戰鬥能力。
要時總是表現得平易近人，曾經有被主人拋棄的過去。所以，即使當初渦芽對她待以真心，也無法信賴她。後來在一次的戰鬥危機時，看到渦芽捨身幫助她後，願意重新相信她的主人。
發覺小町真實身分後，在4人（除了瑪德琳已經知道小町的身分外）中最先取回對小町愛情的玩偶，卻看似無法放下與渦芽的羈絆，最後還是與莎莎羅她們共同回到渦芽身邊。
小明（Akari，配音員：長谷川明子）
設定生日為01月21日（水瓶座），設定年齡為17歲。灰色的短髮上綁有黑色大蝴蝶結的少女。
沈默寡言、陰氣的蘿莉時尚系玩偶。當渦芽受到威脅時，會冷靜應對，還展示她強大的一面。
戰鬥時的武器為溜溜球，平日以溜溜球叫渦芽起床（非戰鬥模式）。對槍械也十分通曉。
一邊經歷著被前度主人拋棄的陰影，一邊跟現任主人渦芽成為朋友，因而抱有這種複雜的感情。即使如此，自己真正的心意卻喜歡主人渦芽，所以拒絕奧菲莉亞的邀請。
瑪德琳（Madeleine，配音員：大原沙耶香）
設定生日為10月20日（天蝎座）。紫色的長直髮的少女。戰鬥時的武器為薙刀。
天然的姐姐系玩偶。對主人的忠誠心是5人之首，不過稍微有點囉嗦。因為渦芽一度難以忍受而想暫時不跟她說話，自己害怕會被渦芽再度拋棄，後來知道渦芽想要的是以朋友身份接觸而解除了隔閡。
擁有藝術才能，擅長繪畫。對年幼的卡佳會像保護者那樣子的與她接觸。在看到甜食的時候，她的反應卻跟其他玩偶沒有太大分別。
跟原型零式交戰時被打敗，化成咭片而被搶走，成為小町的玩偶。在記憶的封印被解除後，她便展現對主人的忠誠。不久，在安妮的撲克比賽中，渦芽取得了勝利，所以主人的權限再次轉移到渦芽的身上。在確認渦芽心意後，與莎莎羅她們共同回到渦芽身邊。
戶取鏡（Totori Kagami，配音員：三澤紗千香）
委員會的成員之一，渦芽的對手。轉學到聖悠學館中學部的一年級生（1年B班）。
為了找尋數年前失蹤的哥哥－戶取真（當年17歲），而奉委員會的命令奪取渦芽的卡片，在與渦芽化敵為友後被委員會除名。
小鏡的玩偶:
女忍者 空（Kunoichi Kuu，配音員：大龜明日香）
突然襲擊渦芽的玩偶。
擅長使用忍法和短劍的幻想玩偶。
武器是飛鏢；在合體技能是「協力刀刃」時，會乘上巨大的飛鏢上。
絡絲 超級1號（Reelin Super 1，配音員：山岡百合）
戶取鏡的玩偶。功夫風格。徒手空拳戰鬥。
馬遜（Mazon，配音員：本多真梨子（動畫）、門脇舞以（Royale Girls））
戶取鏡的玩偶。亞馬遜風格。武器為弓。
拉姆庫（Ramukyu，配音員：田中メイ（動畫）、小林優（Royale Girls））
戶取鏡的玩偶。海盜風格。武器為斧槍與木製盾牌，持有的氣力足以把卡佳輕鬆地舉起。
A.S.（A.S.，配音員：三澤紗千香（動畫）、浅川悠（Royale Girls））
戶取鏡的玩偶。暗殺者風格。武器為鉤爪與飛刀。
羽月愛衣（Hatsuki Manai，配音員：上坂堇）
與渦芽同年級的青梅竹馬。性格天然，但對於他人的心情十分敏感。
愛衣的玩偶:
特恩（Twune，配音員：本多真梨子）
愛衣的玩偶。網球部屬性。善於打出爆炸網球作為攻擊的類型。
弓懸（Yugake，配音員：長妻樹里）
愛衣的玩偶。弓道部屬性。
鈴梨（Suzuri，配音員：小岩井小鳥）
愛衣的玩偶。書法部屬性。以書法字代替言語。得意技是寫出對手過去感到羞恥事情的精神攻擊。
波波（PonPon，配音員：原嶋明）
愛衣的玩偶。啦啦隊屬性。可以強化同伴的能力。
浮輪（Ukiwa，配音員：小岩井小鳥（動畫）、内山夕實（Royale Girls））
愛衣的玩偶。游泳部屬性。

### 希望相互扶助委員會

#### 上層部
清正小町（Kiyomasa Komachi，配音員：名塚佳織、小岩井小鳥（幼年期））
聖悠學館高中部的學生，如偶像般的人物。並是在雜誌人氣投票第1名的讀者模特兒。
經常給予煩惱的渦芽建議，而受到渦芽敬重。
代替在撲克牌比賽中輸掉的安妮將瑪德琳的卡片交還給渦芽，並說出自己的身分是委員長。
莎莎羅她們原本的主人。為了復活自己的玩偶「十四行詩」，並讓莎莎羅她們有所成長，封印她們的記憶並送到渦芽身邊。
委員長的玩偶:
原型零式（Proto Zero，配音員：小岩井小鳥）
委員長的玩偶。擁有將渦芽與鏡等人的玩偶全數打敗的壓倒性實力。當初被認為是安妮的玩偶，其實主人是小町。
十四行詩死去後，由原始開發者手上接受過來的另一玩偶。她是以無價值、虛無的存在，所以才能隐藏變得無限強大的可能性，因為她是採用各種各樣玩偶的運行模式，所以其他玩偶對她的全部攻擊都不適用。
是小町為了讓玩偶「十四行詩」復活準備的替身，似乎沒有自己的意志，但與渦芽戰鬥後卻流下了眼淚。
十四行詩（Sonnet，配音員：小岩井小鳥）
小町的玩偶，小町視她為重要的朋友。本篇開始以前她的數據便因意外而已經消失，而原型零式則是她身體的替身。本來莎莎羅她們，是等待她們成長後以作彌補她的心，所製造出來收集各種數據為目的的玩偶。
在她推開小町代替她承受車禍的衝突事故之際，因為咭片本身的破碎，所以身體連數據一併消失。從此，小町為了讓十四行詩復活而竭盡所能，並結成委員會時至今日。之後，在渦芽她們的尽力下終於復活。
安妮（Anne，配音員：明坂聰美）
委員長呼喚出來的謎之卡片大師。委員長的助手。

#### 成員
吉良一成（Kira kazunari，配音員：松岡禎丞）
委員會的成員之一。對過去所愛的女性十分執著，為了打開有著回憶物品的盒子而聽從委員會的命令。
將玩偶視為道具。
吉良的玩偶:
蘆薈（Aloe，配音員：南里侑香）
吉良的玩偶。和風女僕的裝扮。以鎖鎌當武器。曾扮成占卜師催眠愛衣，讓愛衣襲擊渦芽奪取卡片。口裡斬釘截鐵地說著「為了主人」，與渦芽他們對戰時內心卻不斷感到猶豫。
昔日與締兒，共同侍奉前主人小町。離開小町後接受吉良邀請，並對吉良宣誓忠誠。因為吉良的蠻横曾一度喪失生命，後來在渦芽使用復原卡後復活，卻只有她仍然留在吉良身邊。能夠理解吉良的人。
金花（Champa，配音員：照井春佳）
吉良的玩偶。家庭餐廳女僕的裝扮。對於現今的Master感到不滿，契約破棄後，在渦芽面前離開。
第6集中，與羅勒共同再度登場。
羅勒（Basil，配音員：大龜明日香）
吉良的玩偶。執事女僕的裝扮。與金花相同，契約破棄宣言後，在渦芽面前離開。
山田海洋（Yamada Kaiyou，配音員：松元惠）
委員會中的少年卡片大師。受委員長之命襲擊卡佳，後來被鏡擊退。
海洋的玩偶:
嬌娃（Puchitto，配音員：長妻樹里）
海洋的玩偶。護士屬性。使用巨大注射器。
椎乃實（Shiinomi，配音員：本多真梨子）
海洋的玩偶。保姆屬性。使用裝載著大型雛雞的嬰兒車。
限期（Deadline，配音員：三澤紗千香）
海洋的玩偶。漫画家屬性。
餡餅（Tart，配音員：名塚佳織）
海洋的玩偶。糕點師屬性。
野甫本（Nohohon，配音員：上坂堇）
海洋的玩偶。花商屬性。
瑠瑠川美依奈（配音員：潘惠美）
身穿哥德蘿莉服裝的卡片大師，認為「獻身」是世界上最完美的詞，因此聽從玩偶的命令並稱玩偶為主人。
幼時被母親（配音員：川島悠美）教導「要成為最美麗的人」，但7歲時母親卻開始投入慈善事業，並被交給老家撫養。
而在此同時，手臂卻在小意外中被火燒傷，讓美依奈認為這是母親拋棄自己的原因，為了讓母親回到身邊而與渦芽戰鬥。
美依奈的玩偶:
奧菲莉亞（Ophelia，配音員：牧野由依）
美依奈的玩偶。撐著大傘為特徴的哥德時尚系，美依奈持有玩偶的領袖。武器是傘。一直命令著美依奈，一邊想幫助她擺脫陰影，跟委員會的交換條件是無論如何都要治療好美依奈的傷疤，而決定挑戰渦芽。
對反（Anti，配音員：倉田雅世）
美依奈的玩偶。哥德時尚系，黑色兔耳上綁著緞帶。
性感（Nymphet，配音員：大龜明日香）
美依奈的玩偶。哥德時尚系，戴著白色貓耳粉紅色的髮帶。
雖然說著「現在處境最好」，但跟其他玩偶一樣關心美依奈的事。
蓬帕杜（Pompadour，配音員：三澤紗千香）
美依奈的玩偶。哥德時尚系，頭上戴著的王冠是特徴。武器為回力鏢。
薇薇（Vivi，配音員：本多真梨子）
美依奈的玩偶。哥德時尚系，特徴是兩隻眼睛的顏色不同。會變出蝙蝠。
清水潔（配音員：千葉進步）
奉委員會命令襲擊渦芽，體育系熱血派的Master。
使用五人一體的團體作戰，後來被渦芽的協力加農砲打敗。
潔的玩偶:
當使用「Union Wall」的咭片時，隊伍會挽起手臂形成鐵壁之盾並並肩向前衝擊撞飛對手。
卡迪夫（Cardiff，配音員：田中メイ）
潔的玩偶。號碼1號。
愛丁堡（Edinburgh，配音員：大龜明日香）
潔的玩偶。號碼2號。
阿姆斯特丹（Amsterdam，配音員：照井春佳）
潔的玩偶。號碼3號。
巴塞羅那（Barcelona，配音員：三澤紗千香）
潔的玩偶。號碼4號。
埃德蒙頓（Edmonton，配音員：明坂聰美）
潔的玩偶。號碼5號。
燐（配音員：池澤春菜）
穿著旗袍的玩偶卡片大師。跟小町是同個雜誌的讀者模特兒，但在雜誌人氣投票總是輸給小町（小町第1名，燐第2名）。
燐的玩偶:
幽幻（Yuugen）
燐的玩偶。吸血鬼屬性。
冥幻（Meigen）
燐的玩偶。吸血鬼屬性。
靈幻（Reigen）
燐的玩偶。吸血鬼屬性。
精幻（Seigen）
燐的玩偶。吸血鬼屬性。
藤玖純（配音員：花江夏樹）
小町的同學。在文化祭上映的電影中擔任導演，但與其他成員起衝突而使其他成員退社。
藤玖的玩偶:
托基（Torquay，配音員：長谷美希）
藤玖的玩偶。電影錄音部屬性。協助藤玖製作電影、能夠理解藤玖電影中的熱情。
貫穿（Perforation，配音員：田中メイ）
藤玖的玩偶。電影攝影部屬性。
裝具（Apuraiensu，配音員：大龜明日香）
藤玖的玩偶。擔任電影化粧屬性。
編劇（Scripter，配音員：照井春佳）
藤玖的玩偶。擔任電影記録屬性。
林布蘭（Rembrandt，配音員：小岩井小鳥）
藤玖的玩偶。擔任電影照明屬性。武器為反光板。

### DIH
霸王花公子（Rafflesia no kimi，配音員：保志總一朗）
以「富士見勳」這個名字，在渦芽的學校擔任渦芽班級的導師及賞鳥研究會的顧問，DIH的成員。
三笠凛人（Mikasa Rinto，配音員：津久井教生）
在渦芽的學校教授社會科的教師。與拉夫列西亞之君同居。擅長料理。DIH的成員。

### 其他
鵜野美琴（Uno Mikoto，配音員：倉田雅世）
渦芽的母親。擅長玩卡片遊戲。
鵜野美子（Uno Miko，配音員：山岡百合）
渦芽的妹妹。小學三年級生。
曾幫忙卡佳打工，而和卡佳變成好朋友。
個性上有些成熟，但跟卡佳相處時仍會顯露小孩子的性格。
岡崎麗華（Okazaki Reika，配音員：本多真梨子）
渦芽的同學。喜歡恐怖片，經常借給渦芽恐怖片DVD。
戶取真（Todori Makoto，配音員：田中一成）
鏡的哥哥。最先提出玩偶這個想法的人，後來被綁架但在美國被釋放，原本行蹤不明，其實是受到了DIH的保護。

### 漫画《〜鏡之序曲〜》登場人物
宮內奏
主角。因姊姊行蹤不明，向鏡尋求幫助。
奏的姊姊
有天突然失去行蹤。再會時已是「Circus」的成員。
由香
奏的朋友。

## 动画

### 工作人員
- 原作：Fantasista Doll Project（AmberFilmWorks、東寶、谷口悟朗）
- 監督：齋藤久
- 創作監製：谷口悟朗
- 設定：遠野明
- 構成協力：柿原優子、木村暢
- 世界考証：鈴木貴昭
- 人物原案、卡牌設計：Anmi
- 動畫人物設定、總作畫監督：加藤裕美
- 美術監督：池田繁美
- 色彩設定：
- 攝影監督：關谷能弘
- 編輯：森田清次
- 音樂：高梨康治
- 音響監督：鶴岡陽太
- 作監製：永井理
- 動畫作：Hoods Entertainment
- 專案主管：AmberFilmWorks、十文字
- 製作：FD製作委員會

### 主題曲
片頭曲
作詞：Funta3／作曲、編曲：高梨康治
歌：渦芽（大橋彩香）、莎莎羅（津田美波）、卡佳（德井青空）、締兒（赤崎千夏）、瑪德琳（大原沙耶香）、小明（長谷川明子）
- 專輯

收錄曲：

「今よ！ファンタジスタドール」DVD封面

1. 「今よ！ファンタジスタドール」（《幻想玩偶》OP曲）
2. 「大好きな風を」
3. 「今よ！ファンタジスタドール」卡啦OK版
4. 「大好きな風を」卡啦OK版

發售日：2013年7月17日（星期三）
價格：￥1,260
品番：THCS-60004
販發元：東寶

「DAY by DAY」DVD封面

片尾曲「DAY by DAY」
作詞：Funta3／作曲、編曲：片山修志
歌：鵜野渦芽（大橋彩香）、莎莎羅（津田美波）、卡佳（德井青空）、締兒（赤崎千夏）、瑪德琳（大原沙耶香）、小明（長谷川明子）
- 專輯「DAY by DAY」

收錄曲：
1. 「DAY by DAY」（《幻想玩偶》ED曲）
2. 「いつもみんな一緒」
3. 「DAY by DAY」卡啦OK版
4. 「いつもみんな一緒」卡啦OK版

發售日：2013年7月17日（星期三）
價格：￥1,260
品番：THCS-60005
販發元：東寶

### 各集標題
| 集數 | 日文標題 | 中文標題                                     | 劇本              | 分鏡       | 演出                | 作畫監督                                                    | 總作畫監督        |
| ---- | -------- | -------------------------------------------- | ----------------- | ---------- | ------------------- | ----------------------------------------------------------- | ----------------- |
| #1   |          | 渦芽渦芽 爬行的奇怪影子？                    | 柿原優子          | 齋藤久     | 中智仁              | 小林利充                                                    | 加藤裕美          |
| #2   |          | 莎莎羅莎羅莎羅 暫時作我的主人（My Master）？ | 木村暢            | 齋藤久     | 上田繁              | 瀧本祥子 重原克也                                           | -                 |
| #3   |          | 喀嚓作戰 瑪德琳的獻身？                      | 柿原優子          | 小島正幸   | 高橋成世            | 片岡育、島千藏 平野勇一                                     | 加藤裕美          |
| #4   |          | 鬱悶的締兒 遺憾王子的反擊？                  | 柿原優子          | 越田知明   | 越田知明            | 佐藤浩一、齊藤健吾                                          | 加藤裕美          |
| #5   |          | 忙亂的打工 卡佳的第一次？                    | 木村暢            | 中智仁     | 長岡義孝            | 丹澤學 蒼依ふたば                                           | 加藤裕美          |
| #6   |          | 小明咯吱咯吱 拘束與獻身？                    | 村井貞之          | 島崎菜菜子 | 島崎菜菜子          | 小林利充                                                    | 加藤裕美          |
| #7   |          | 心兒怦怦跳？合二為一                         | 吉村清子          | 小島正幸   | 上田繁 重原克也     | 森川侑紀、中森晃太郎 重原克也（機械）                       | 加藤裕美          |
| #8   |          | 洋蔥偶爾也會 文化祭？                        | 篠塚智子 村井貞之 | 小島正幸   | 中智仁              | 飯飼一幸、末田晃大 糟谷健一郎、水竹修治 沈宏                | 加藤裕美          |
| #9   |          | 鏡欲言又止？複雜的情緒                       | 木村暢            | 須永司     | 島崎菜菜子 高橋成世 | 岩田龍治、片岡育 島千藏、沈宏 糟谷健一郎、藤田正幸 永野孝明 | 加藤裕美          |
| #10  |          | 驚愕與撲克牌 委員會的挑戰？                  | 神野浩昌          | 坂田純一   | 長岡義孝            | 蒼依ふたば                                                  | 加藤裕美          |
| #11  |          | 小町變幻莫測？約定的獻身                     | 谷口悟朗 木村暢   | 坂田純一   | 越田知明            | 小林利充、沈宏 糟谷健一郎、萩尾圭太 永野孝明                | 加藤裕美          |
| #12  |          | 希望興高采烈 大家閃閃發光                    | 谷口悟朗 木村暢   | 齋藤久     | 島崎菜菜子 越田知明 | 森川侑紀、水竹修治 末田晃大、福田裕樹 重原克也（機械）      | 加藤裕美 瀧本祥子 |

### 播放電視台
日本深夜動畫：下文記載的日本国内播放時間使用日本標準時間（UTC+9）表示。因為部分時間标识會採用30小时制，因此請留意这类超过24:00的时间，其實際播放時間為翌日清晨。
| 播放地區   | 播放電視台         | 播放日期                | 播放時間（UTC+9）          | 所屬聯播網 | 備註              |
| ---------- | ------------------ | ----------------------- | -------------------------- | ---------- | ----------------- |
| 近畿廣域圈 | 每日放送           | 2013年7月6日－9月28日   | 星期六 27時28分 - 27時58分 | 日本新聞網 | Anime Shower第4部 |
| 東京都     | TOKYO MX           | 2013年7月7日－9月29日   | 星期日 24時00分 - 24時30分 | 獨立UHF局  |                   |
| 日本全國   | NICONICO頻道       | 2013年7月7日－9月29日   | 星期日 24時00分 更新       | 網絡電視   |                   |
| 日本全國   | BS11               | 2013年7月7日－9月29日   | 星期日 24時30分 - 25時00分 | 衛星電視   | ANIME+節目        |
| 日本全國   | AT-X               | 2013年7月12日－10月4日  | 星期五 23時00分 - 23時30分 | 衛星電視   | 有重播            |
| 日本全國   | docomo Anime Store | 2013年7月22日－10月14日 | 星期一 12時00分 更新       | 網絡電視   |                   |

### Blu-ray／DVD
| 卷 | 發售日         | 收錄話          | 規格編號   | 規格編號   |
| 卷 | 發售日         | 收錄話          | BD         | DVD        |
| -- | -------------- | --------------- | ---------- | ---------- |
| 1  | 2013年9月20日  | 第1話 - 第2話   | TBR-23241D | TDV-23251D |
| 2  | 2013年10月25日 | 第3話 - 第4話   | TBR-23242D | TDV-23252D |
| 3  | 2013年11月22日 | 第5話 - 第6話   | TBR-23243D | TDV-23253D |
| 4  | 2013年12月20日 | 第7話 - 第8話   | TBR-23244D | TDV-23254D |
| 5  | 2014年1月24日  | 第9話 - 第10話  | TBR-23245D | TDV-23255D |
| 6  | 2014年2月21日  | 第11話 - 第12話 | TBR-23246D | TDV-23256D |

## 相關作品

### WEB電台
Fantasista Talk
網路電台節目由2013年6月28日開始，HiBiKi Radio Station和音泉在每週五配信。主持人是為鵜野渦芽配音的大橋彩香。

### WEB Novel
《幻想玩偶 女孩子由砂糖、調味品與奇妙品所製成》
原名:
著作：神野浩昌，插畫：Anmi。共20回，現更新至第14回。
- 第1回：2013年4月19日发布
- 第2回：2013年4月26日发布
- 第3回：2013年5月3日发布
- 第4回：2013年5月10日发布
- 第5回：2013年5月17日发布
- 第6回：2013年5月24日发布
- 第7回：2013年5月31日发布
- 第8回：2013年6月7日发布
- 第9回：2013年6月14日发布
- 第10回：2013年6月21日发布
- 第11回：2013年6月28日发布
- 第12回：2013年7月5日发布
- 第13回：2013年7月12日发布
- 第14回：2013年7月19日发布

### Sound Drama
於公式網站配信的音聲戲劇。共6回。
1. 渦芽、鏡、愛衣篇（2013年6月6日）
2. 莎莎羅篇（2013年6月12日）
3. 卡佳篇（2013年6月14日）
4. 締兒篇（2013年6月19日）
5. 小明篇（2013年6月21日）
6. 瑪德琳篇（2013年6月26日）

### 漫畫
幻想玩偶 Mix
於「New Type Ace」（角川書店出版）2013年5月號開始連載的四格漫畫。
漫畫：Anmi，協力：遠野明里
幻想玩偶 〜鏡之序曲〜
於「月刊Comic Alive」（Media Factory出版）2013年7月號開始連載。
漫畫：鍵空富燒
幻想玩偶
於「Comp Ace」（角川書店出版）2013年7月號開始連載。
漫畫：

### 電腦遊戲
幻想玩偶 Girls Royale
由2013年夏天開始配信的智能手機向社交遊戲。

### 交換卡片遊戲
英文為「Trading Card Game」。2013年秋天展開的Online TCG「Five Cross」參戰。

### CD
由東寶發售。
| 發售日         | 標題、角色                                                      | 規格編號   |
| -------------- | --------------------------------------------------------------- | ---------- |
| 2013年9月18日  | 幻想玩偶 Character Song！！vol.1 （鵜野渦芽、羽月愛衣、戶取鏡） | THCS-60006 |
| 2013年9月18日  | 幻想玩偶 Character Song！！vol.2 （莎莎羅、小明）               | THCS-60007 |
| 2013年10月16日 | 幻想玩偶 Character Song！！vol.3 （締兒、瑪德琳）               | THCS-60008 |
| 2013年11月20日 | 幻想玩偶 Character Song！！vol.4 （卡佳、鵜野美子）             | THCS-60013 |
| 2013年12月18日 | 幻想玩偶 Original Soundtrack                                    | THCA-60021 |

## 外部連結
- 《幻想玩偶》動畫官網 （页面存档备份，存于）（日語）
- 《幻想玩偶》遊戲官網（日語）
- 《幻想玩偶》的X（前Twitter）（日語）
- 《幻想玩偶》Google Play （页面存档备份，存于）（日語）
- 《幻想玩偶》Google Play（繁體版）（繁體中文）